# Гороблагодатские заводы

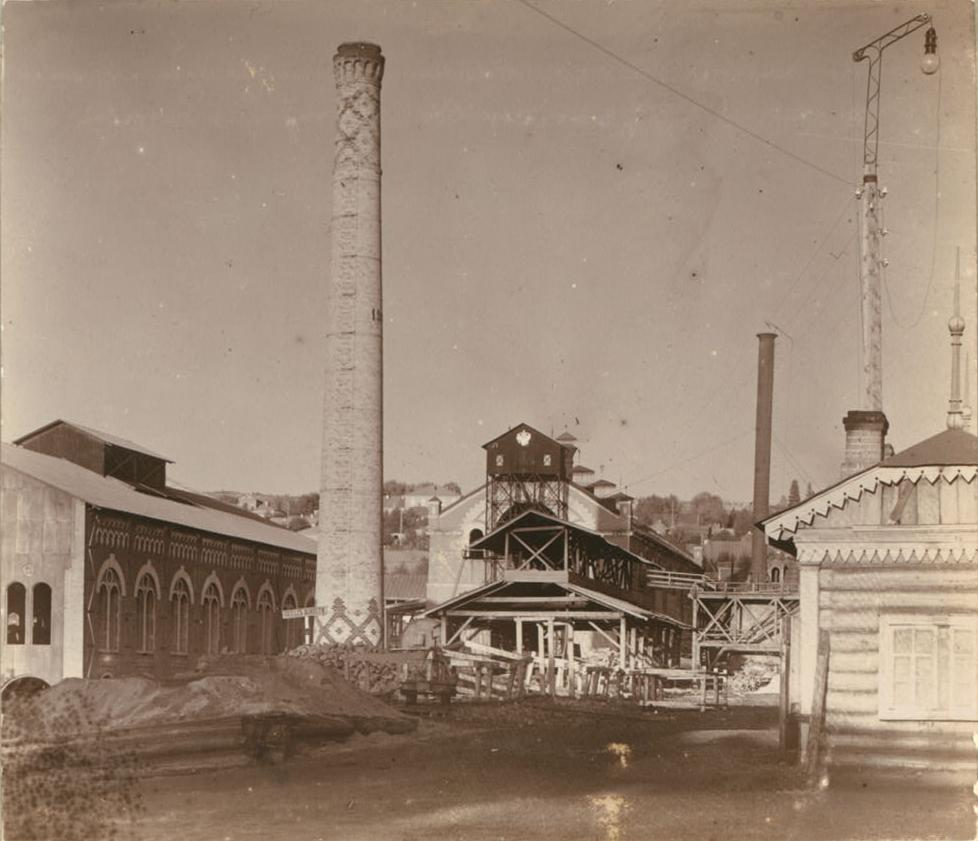
Кушвинский завод (1910 год)

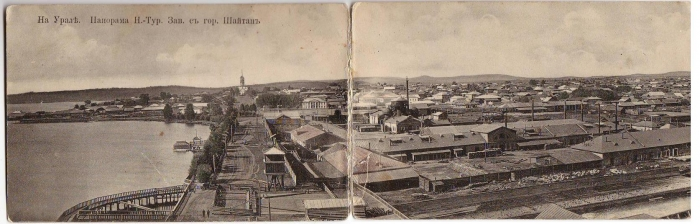
Нижнетуринский завод (начало XX века)

Го́роблагода́тские заво́ды — обобщённое наименование Кушвинского, Туринского (позднее — Верхнетуринского), Баранчинского, Серебрянского и Нижнетуринского металлургических заводов, построенных под руководством главного начальника Уральских и Сибирских заводов В. Н. Татищева и графа П. И. Шувалова в XVIII веке на территории нынешней Свердловской области. Заводы получили имя от горы Благодать, вокруг которой были построены и в недрах которой в 1735 году было открыто богатое месторождение магнитного железняка. Наряду с рудниками, посёлками и вспомогательными мастерскими заводы административно входили в состав Гороблагодатского горного округа Верхотурского уезда Пермской губернии.
С развитием и ростом заводов поселения при них со временем превращались в посёлки и города. Так, Кушвинский завод (основан в 1735 году, запущен в 1739 году) дал начало городу Кушва, сохранившаяся часть металлургического завода ныне — Кушвинский завод прокатных валков. Туринский завод (основан в 1736 году, запущен в 1739 году; после 1766 года — Верхнетуринский) дал начало городу Верхняя Тура. Баранчинский завод (основан в 1743 году, запущен в 1749 году) вырос в посёлок городского типа Баранчинский, позднее был преобразован в «Баранчинский электромеханический завод „Вольта“». Серебрянский завод (основан в 1754 году, запущен в 1755 году) дал начало посёлку Серебрянка, сохранившаяся часть металлургического завода ныне — Серебрянский железоделательный завод. Нижнетуринский завод (основан в 1763 году, запущен в 1766 году) вырос в город Нижняя Тура. Основной специализацией заводов был выпуск передельного чугуна, железа и производство частей артиллерийских орудий и снарядов.

## История

### XVIII век

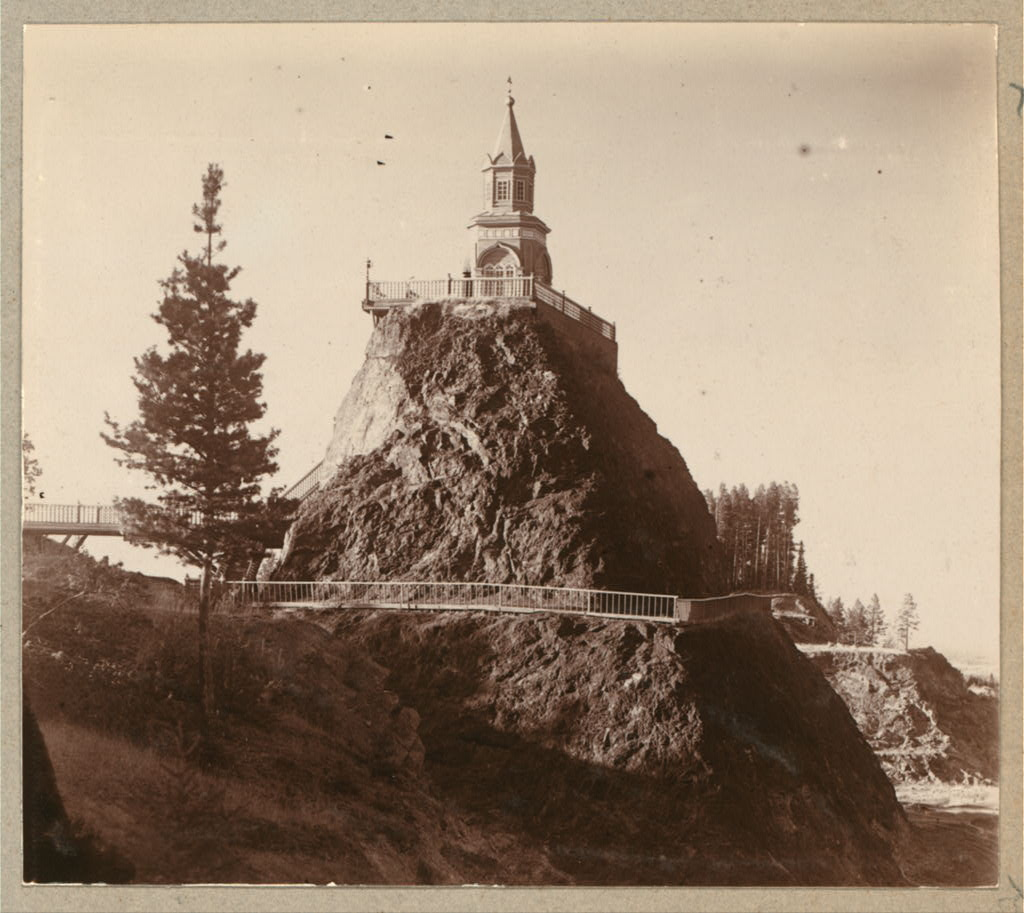
Церковь на вершине горы Благодать (1910 год)

В мае 1735 года было открыто железорудное месторождение горы Благодать. Главный начальник Уральских и Сибирских заводов В. Н. Татищев в ходе осмотра горы Благодать 8—9 сентября 1735 года оценил хорошие перспективы освоения нового месторождения и разработал план строительства около горы Благодать нескольких заводов. В сентябре 1735 года по указу Татищева у подножья горы, не дожидаясь одобрения властей, начались подготовительные работы для постройки Кушвинского завода, в 1736 году — Верхнетуринского, в 9 верстах севернее первого. Весной 1736 года началось строительство плотины и доменных печей Кушвинского завода.
3 марта 1739 года Анна Иоанновна передала гору Благодать и два недостроенных Гороблагодатских завода (Кушвинский и Верхнетуринский) во владение ставленнику Э. И. Бирона, барону К. фон Шёмбергу. Татищев был отстранён от управления горной промышленностью. За три года частного управления Шёмберг закончил постройку Кушвинского и Верхнетуринского завода за счёт казённых ссуд, приписных крестьян и выписанных из Саксонии мастеров. В сентябре 1739 года на Кушвинском заводе была задута первая доменная печь.
7 апреля 1742 года Елизаветой Петровной заводы были возвращены в казну, а с Шёмберга взысканы долги в размере 200 000 рублей. В 1743 году был заложен, а в 1749 году запущен третий Гороблагодатский завод — Баранчинский.
10 мая 1754 года Сенат передал Гороблагодатские заводы (Кушвинский, Верхнетуринский, Баранчинский и строящийся Нижнетуринский) и Гороблагодатское месторождение графу П. И. Шувалову с обязательством увеличить поставки металла за границу вдвое. По его инициативе Баранчинский завод был реконструирован и превращён в доменный. Чугун, выплавленный на Баранчинском заводе, сплавляли по Чусовой и Каме на строящиеся Камские заводы — Ижевский (ныне Концерн «Калашников» и Ижсталь) и Воткинский (ныне Воткинский завод).
Три Гороблагодатских завода с 1749 по 1753 годы (до передачи графу Шувалову) давали казне в среднем по 31 322 рублей чистой прибыли в год. После передачи Гороблагодатских заводов П. И. Шувалову поступления в казну прекратились, поскольку в 1754 году был прекращён сбор десятины. По данным ревизии 1756 года, на четырёх Гороблагодатских заводах фактически работало 602 человека, в том числе на Кушвинском заводе — 202; Верхнетуринском — 163; Баранчинском — 96; Серебрянском — 141. В то же время было приписано к заводам 10 502 крестьянина. Во второй половине 1750-х годов численность приписных крестьян достигала 16,1 тыс. душ. Приписные крестьяне, вынужденные в течение нескольких десятилетий отрабатывать повинность по нормам, утверждённым ещё в 1724 году, не имели возможности для нормального заработка на заводах. В 1761 году усилившиеся крестьянские волнения были подавлены силой. В 1763 году Гороблагодатские заводы окончательно перешли в собственность казны. В этот период к заводам было приписано 25 тыс. крестьян.
Строительство Нижнетуринского завода было запланировано ещё В. Н. Татищевым, но до постройки дело не дошло. С переходом Гороблагодатских заводов графу Шувалову строительство нового завода на Туре было прекращено. Активное строительство началось в 1763 году и завершилось в 1766 году уже на казённые средства.
В результате деятельности заводов под управлением П. И. Шувалова общая сумма только казённых долгов с процентами составила 680 420 рублей. Для взыскания долгов с наследника П. И. Шувалова, графа Андрея Петровича, была учреждена специальная комиссия. Положение предприятий после возврата в казённое управление усугублялось накопленными долгами приписных крестьян перед заводами в размере 16 699 рублей — около 10 % стоимости предприятий по состоянию на 1765 год.
По данным ревизии 1781—83 годов, на пяти Гороблагодатских заводах работало 1336 человек, к заводами было приписано 33 027 крестьян.

### XIX век
В ноябре 1800 года была упразднена Канцелярия Главного правления заводов и организовано три горных начальства, подчинявшихся Берг-коллегии: Пермское, Юговское и Гороблагодатское. 16 марта 1801 года Сенатом на Урале были учреждены Пермский, Гороблагодатский и Екатеринбургский горные округа. Первым Главным начальником Гороблагодатских, Пермских и Камских заводов был назначен Андрей Фёдорович Дерябин. Под его руководством на заводах увеличились объёмы производства артиллерийских снарядов, якорей и цепей, были открыты Балакинский и Ермаковский рудники. Также под эгидой Дерябина был построен Верхнебаранчинский вспомогательный завод и налажено производство листового железа.
Фактически с 1808 года (формально с 1813 года) Гороблагодатскими заводами руководил помощник Дерябина обер-бергмейстер А. Ф. Мейер. Под его руководством высота доменных печей на заводах была увеличена до 19 аршинов, деревянные мехи были заменены чугунными, на Кушвинском заводе была построена первая в о́круге паровая машина.
12 июля 1820 года начальником Гороблагодатских заводов был назначен обер-бергмейстер Н. Р. Мамышев, продолжавший усовершенствования Мейера. Заслугой Мамышева стал отказ от производства железа на Кушвинском, Верхнетуринском и Баранчинском заводах с целью сохранения лесов, открытие россыпей золота и платины и составление смет на реконструкцию всех заводов. С 1833 года на Гороблагодатских заводах проводились опыты по усовершенствованию доменной плавки с использованием горячего дутья, изменения состава шихты, внедрялся контуазский способ производства железа.
К 1861 году общая площадь 6 дач округа составляла 856 394 десятин, в том числе 688 702 десятин леса. В состав округа входили 6 заводов, железные и медные рудники, золотые промыслы и две пристани. В начале 1860-х годов на Верхнетуринском заводе проводились опыты по получению стали путём бессемерования. Полученная сталь прокатывалась на Нижнетуринском заводе. Также к началу 1860-х годов относятся эксперименты начальника Гороблагодатских заводов В. А. Грамматчикова по передаче механической мастерской Нижнетуринского завода в артельное управление. Практика показала, что артель в составе 150 рабочих смогла снизить стоимость ударной трубки артиллерийского снаряда в 2 раза, а к началу 1870-х годов — в 3 раза от уровня казённого предприятия. В конце 1860-х годов производство артиллерийских орудий и снарядов с Гороблагодатских заводов было перемещено на построенные Пермские пушечные заводы.
В 1875 году стало известно о возможном выставлении на продажу Гороблагодатских заводов (за исключением Кушвинского). Особенно ценным для потенциальных покупателей был Серебрянский завод с его обширными лесными дачами, интересовавший в первую очередь П. П. Демидова, владельца Нижнетагильских заводов, испытывавших к тому времени дефицит в топливных ресурсах. В конце 1877 — начале 1878 года трижды подавал разные заявки на приобретение Серебрянского и Нижнетуринского заводов рижский купец первой гильдии А. И. Гоберг. В мае 1879 года Горным департаментом были подготовлены особые условия продажи Серебрянского и Нижнетуринского заводов, что разрешалось одной из статей утверждённых в 1871 году Правил отчуждения казённых заводов. В итоге из-за несогласованных интересов Горного департамента, Министерства финансов и горнозаводчиков в 1883 году продажа была приостановлена казной. Попытки и прошения передать заводы в аренду также получили отказы.
В 1877 году позитивное влияние на деятельность Гороблагодатских заводов оказал запуск в эксплуатацию Уральской горнозаводской железной дороги. Кушвинский и Баранчинский заводы оказались вблизи станций Кушва и Баранчинская соответственно.
В конце 1890-х годов были построены доменные печи на Серебрянском и Нижнетуринском заводах. К началу XX века годовая производительность Гороблагодатских заводов составляла около 3 млн пудов чугуна.
В апреле 1895 года Главная контора Гороблагодатских заводов была преобразована в Управление Гороблагодатским горным округом, заводские конторы — в заводоуправления во главе со управителем завода.

### XX век
В годы Первой мировой войны Гороблагодатские заводы работали на оборонные нужды. После Октябрьской революции часть предприятий была национализирована. В дальнейшем заводы развивались как самостоятельные предприятия. Серебрянский завод прекратил работу в 1930 году. На базе остановленного Баранчинского завода в 1920 году был создан электромеханический завод, на базе Нижнетуринского завода в 1958 году был создан Нижнетуринский электроаппаратный завод. Верхнетуринский завод был перепрофилирован в механический. На базе цехов Кушвинского завода был создан завод по производству прокатных валков.

## Объёмы производства
Производство чугуна на Гороблагодатских заводах в XIX — начале XX века составляло:
| Завод           | Производство чугуна по годам, тыс. пудов | Производство чугуна по годам, тыс. пудов | Производство чугуна по годам, тыс. пудов | Производство чугуна по годам, тыс. пудов | Производство чугуна по годам, тыс. пудов | Производство чугуна по годам, тыс. пудов | Производство чугуна по годам, тыс. пудов |
| --------------- | ---------------------------------------- | ---------------------------------------- | ---------------------------------------- | ---------------------------------------- | ---------------------------------------- | ---------------------------------------- | ---------------------------------------- |
| Завод           | 1801                                     | 1820                                     | 1840                                     | 1860                                     | 1880                                     | 1900                                     | 1910                                     |
| Кушвинский      | 178                                      | 365                                      | 261                                      | 234                                      | 691                                      | 985                                      | 1600                                     |
| Верхнетуринский | 190                                      | 347                                      | 349                                      | 307                                      | 417                                      | 625                                      | 572,1                                    |
| Баранчинский    | 100                                      | 254                                      | 261                                      | 340                                      | 291                                      | 610                                      | 536                                      |
| Серебрянский    | —                                        | —                                        | —                                        | —                                        | —                                        | 366                                      | 261,2                                    |
| Нижнетуринский  | —                                        | —                                        | —                                        | —                                        | —                                        | 256                                      | 493,2                                    |

## Руководители горной администрации
Даты — по старому стилю.
| Горный начальник   | Звание в период руководства      | Дата начала          | Дата окончания          | Источник      |
| ------------------ | -------------------------------- | -------------------- | ----------------------- | ------------- |
| Ирман А. А.        | ?                                | 1764 год             | 1769 год                | [ 57 ]        |
| Шлаттер Ф. И.      | ?                                | 1794 год             | 1796 год                | [ 58 ] [ 59 ] |
| Волков Н. П.       | Обер-бергмейстер                 | 1797 год             | 1798 год                | [ 58 ]        |
| Дерябин А. Ф.      | Обер-берггауптман 4 класса       | 1801 год             | 1813 год                | [ 60 ] [ 61 ] |
| Мейер А. Ф.        | Обер-бергмейстер                 | 10 декабря 1813 года | 12 июля 1820 года       | [ 60 ] [ 62 ] |
| Мамышев Н. Р.      | Обер-бергмейстер                 | 12 июля 1820 года    | 1 мая 1826 года         | [ 60 ] [ 63 ] |
| Иванов П. М.       | Берггауптман 6 класса            | 1 мая 1826 года      | 21 июля 1833 года       | [ 60 ] [ 64 ] |
| Голяховский К. П.  | Подполковник                     | 21 июля 1833 года    | 16 января 1842 года     | [ 60 ]        |
| Фелькнер Ф. И.     | Подполковник                     | 16 января 1842 года  | 11 июля 1847 года       | [ 60 ] [ 65 ] |
| Арсеньев А. И.     | Подполковник                     | 11 июля 1847 года    | 18 октября 1855 года    | [ 60 ] [ 66 ] |
| Вагнер А. В.       | Подполковник                     | 18 октября 1855 года | 4 ноября 1860 года      | [ 60 ] [ 67 ] |
| Венцель В. К.      | Подполковник                     | 4 ноября 1860 года   | 3 декабря 1865 года     | [ 60 ]        |
| Грамматчиков В. А. | Подполковник                     | 3 декабря 1865 года  | 26 июня 1870 года       | [ 60 ] [ 68 ] |
| Грасгоф Г. Л.      | Статский советник                | 26 июня 1870 года    | 16 марта 1873 года      | [ 60 ] [ 69 ] |
| Деви А. Х.         | Статский советник                | 16 марта 1873 года   | 17 января 1877 года     | [ 60 ] [ 70 ] |
| Журин Н. И.        | Надворный советник               | 17 января 1877 года  | 7 марта 1883 года       | [ 60 ] [ 71 ] |
| Андреевский А. В.  | Действительный статский советник | 7 марта 1883 года    | 28 января 1891 года     | [ 60 ] [ 72 ] |
| Пушковский Н. А.   | Статский советник                | 28 января 1891 года  | 12 апреля 1899 года     | [ 60 ] [ 73 ] |
| Левитский А. С.    | Статский советник                | 24 мая 1899 года     | 1917 год (с перерывами) | [ 60 ] [ 74 ] |

## Награды
На выставке 1876 года в Филадельфии металл Гороблагодатских заводов был удостоен бронзовой медали, в 1882 году в Москве — бронзовой медали и диплома, в 1887 году в Екатеринбурге — золотой медали, в 1893 году в Чикаго — большой бронзовой медали, на выставке в Париже в 1900 году получил Гран-при.